# Pavel Němec
Pavel Němec, né le 20 juillet 1971 à Prague, est un homme d'affaires, avocat et homme politique tchèque, ancien membre de l'Union de la liberté – Union démocratique (US-DEU).